# Solms-Hohensolms-Lich
Solms-Hohensolms-Lich fu una contea a nord del Baden-Württemberg e a est della Renania-Palatinato, in Germania. Originariamente creata dall'unione del Solms-Hohensolms e del Solms-Lich, venne elevata a Principato nel 1792. Solms-Hohensolms-Lich venne quindi divisa tra Austria, Assia-Darmstadt, Prussia e Württemberg nel 1806.

## Reggenti di Solms-Hohensolms-Lich

### Conti di Solms-Hohensolms-Lich (1718–1792)
- Federico Guglielmo (1718–1744)
- Carlo Cristiano (1744–1792)

### Principi di Solms-Hohensolms-Lich (1792–1806)
- Carlo Cristiano (1792–1803)
- Cristiano Luigi Augusto (1803–1806)

### Principi non regnanti di Solms-Hohensolms-Lich (1806–oggi)
- Cristiano Luigi Augusto (1806–1807)
- Carlo (1807-1824)
- Luigi (1824-1880)
- Ermanno (1880-1899)
- Carlo (1899-1920)
- Reinhard (1920-1951)
- Filippo Reinhard (n. 1934)
  - erede: Carlo Cristiano (n.1975)